# Anopheles kokhani
Anopheles kokhani is een muggensoort uit de familie van de steekmuggen (Culicidae). De wetenschappelijke naam van de soort is voor het eerst geldig gepubliceerd in 2007 door Vythilingam, Jeffery & Harbach.